# Ahrensburg
Ahrensburg é uma cidade da Alemanha localizada no distrito de Stormarn, estado de Schleswig-Holstein.